# Vita nuova

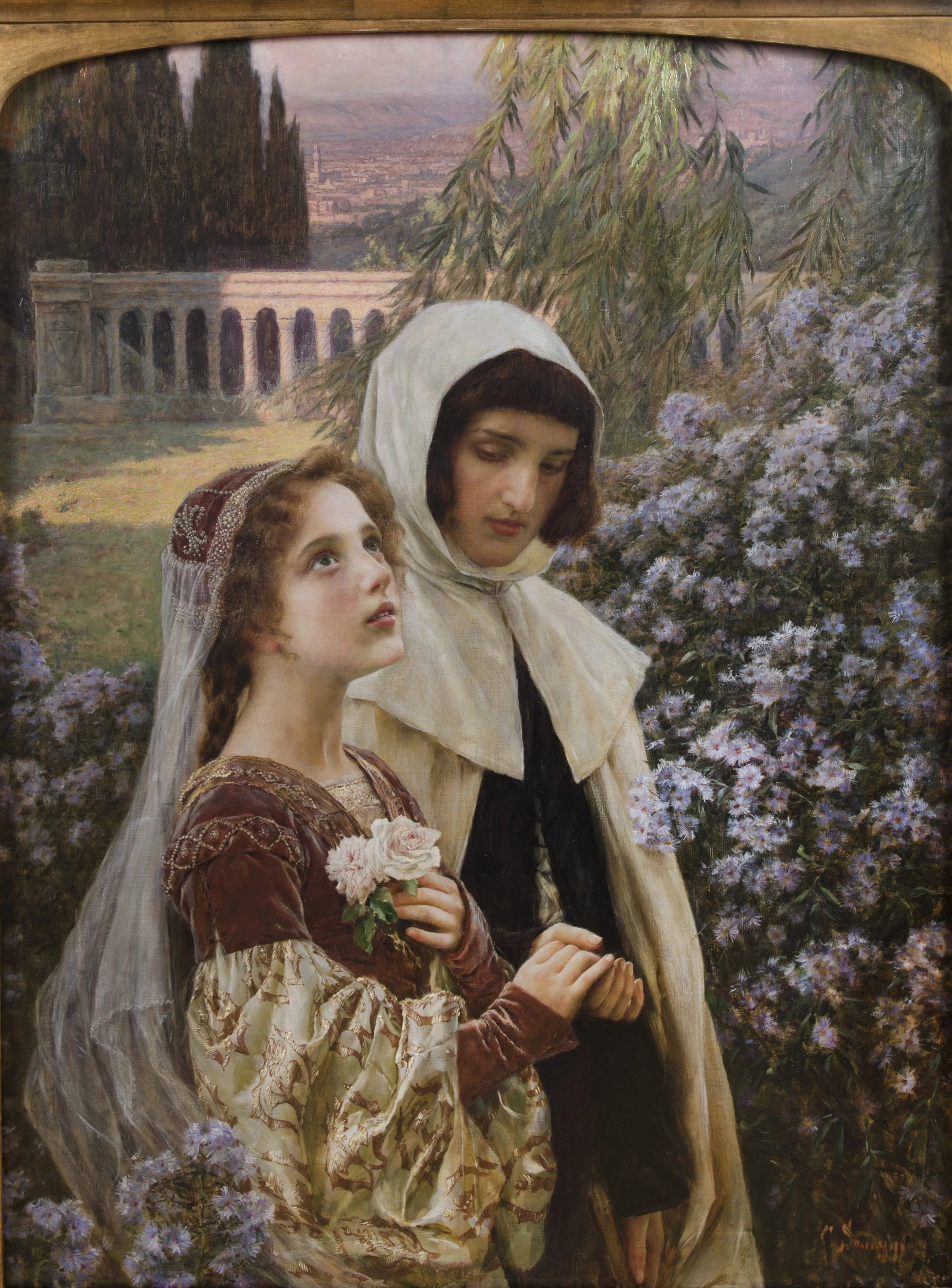
Incipit Vita Nova (1903), œuvre de Cesare Saccaggi.

Vita nuova ou Vie nouvelle est la première œuvre vraisemblablement authentique de Dante Alighieri. D'abord écrite entre 1283 et 1291, la version définitive est rédigée entre 1293 et 1295. L'auteur raconte les différentes fois où il rencontre sa muse Béatrice : la première date de l'enfance et est un véritable coup de foudre, puis Dante continue de l'aimer à l'âge adulte. Elle meurt sans jamais lui avoir déclaré son amour, plongeant l'auteur dans un profond mal-être. Cette œuvre est un prosimètre, c'est-à-dire un texte dans lequel alternent vers et prose.

## Datation
On ne connaît pas précisément l'année de composition de la Vita nuova (Vita nova), mais elle aurait pris forme entre 1293 et 1295. Dante lui-même affirme que la première mouture de ce texte remonte à 1283, année de ses dix-huit ans, et que sa dernière version remonte à juin 1291, anniversaire de la mort de Béatrice. Les autres sonnets peuvent être datés de 1293, sachant que les passages poétiques ne peuvent avoir été écrits après 1295. On peut donc affirmer avec une relative certitude que les différentes parties de l'œuvre sont le fruit d'une dizaine d'années de travail culminant dans la synthèse de l'œuvre aujourd'hui sous nos yeux. Le texte final est un assemblage de différentes poésies écrites à différentes étapes de la vie de Dante. Elles sont ensuite réunies en une seule œuvre (la Vita nuova précisément) à partir de 1290, année de la mort de Béatrice.

## Structure et thèmes
L'œuvre s'ouvre avec une brève préface, dans laquelle Dante développe le concept de mémoire (le livre de la mémoire) comme un dépôt de souvenirs qui permet de reconstituer la réalité non pas dans les moindres détails, mais avec une vue d'ensemble, rappelant l'événement dans ses traits généraux. La suite est rigoureusement construite de 9 en 9 paragraphes, plus une conclusion annonçant la suite de la quête dantienne (et, en guise d'horizon, la future Comédie), soit : 9, 18, 27 et 28-31 (éd. critique de G. Gorni en 31 §, suivie en France par Jean-Charles Vegliante - éd. crit. bilingue Garnier, 2011).
Nous pouvons illustrer le cheminement de l'œuvre par trois étapes fondamentales de la vie de l'auteur. Une première étape où Béatrice accepte de le saluer, source de bonheur et de salut. Une seconde étape où Béatrice ne le salue plus, ce qui cause à Dante de profondes souffrances, mais aussi une croissance de maturité. Enfin une troisième qui voit la mort de Béatrice. La relation n'est plus entre le poète et la femme aimée, mais entre le poète et l'âme de la femme aimée.

## Résumé

### Première rencontre

Première rencontre avec Béatrice, par Simeon Solomon.

Dans la Vie nouvelle, Dante dit que « la glorieuse dame de [ses] pensées » porte le nom de Béatrice, car ces dernières ne savaient pas « comment la nommer ». Ainsi, Dante n'a jamais dévoilé le nom de famille de Béatrice. Maxime Durand-Fardel — dans son commentaire de la traduction de 1898 — dit que ce n'est qu'un pseudonyme, « un nom banal et tellement répandu qu’il ne pouvait que servir au secret ».
Sa première rencontre avec Béatrice, se fait alors « qu’elle était au commencement de sa neuvième année, quand elle  [lui] apparut, et [lui] à la fin de la [sienne]. » Boccace a reconstitué cette rencontre, traditionnellement daté du 1er mai 1276, : Folco Portinari, un riche et important guelfe, donnait une fête pour le retour du printemps. Il avait invité les Alighieri (guelfes de tradition) qui étaient ses voisins. Dante raconte que sa Dame était vêtue de rouge, mais Durand-Fardel pense que ce détail est uniquement parce que c'est une « couleur noble sans doute aux yeux du Poète », étant souvent vêtue ainsi. « [L]’Amour devint seigneur et maître de [son] âme » et citant Homère, il la voit « non [comme] la fille d’un homme mais celle d’un Dieu ».

### Deuxième rencontre

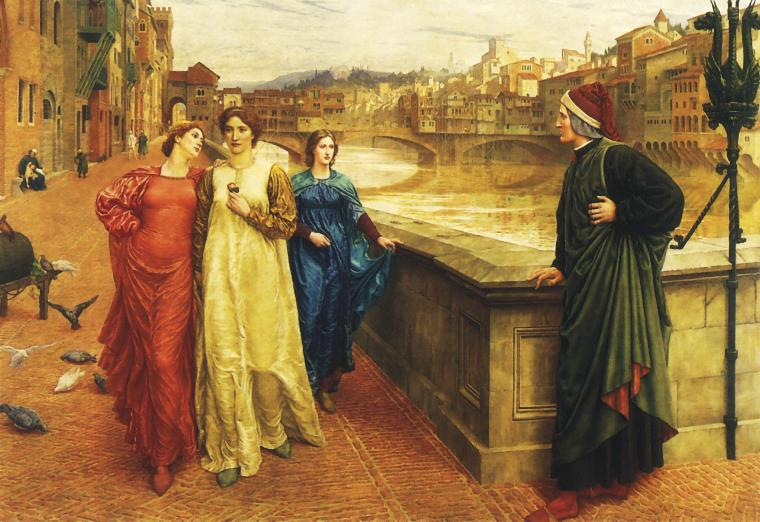
Dante et Béatrice lors de leur seconde rencontre, par Henry Holiday.

Leur seconde rencontre eut lieu quand Dante avait dix-huit ans. Durand-Fardel explique cette longue attente : d'une riche famille, Béatrice n'allait pas souvent dans les rues, et un jeune homme sans relation importante avec les Portinari, ne pouvait pas l'aborder sans bonne raison. De plus, s'il n'est pas indiqué que Béatrice la muse soit mariée, Béatrice Portinari, elle, l'était déjà à cet âge, et il aurait été indécent de voir un homme célibataire fréquenter une femme mariée.
Lors de ses deux rencontres avec Dante, elle ne sembla lui accorder aucune espèce d’attention particulière, mais celle-là le fit tomber malade. Dante laisse alors éclater sa passion extrême pour Béatrice habillée de blanc, car c'est la première fois qu'il entend sa voix : « elle me salua si gracieusement qu’il me sembla avoir atteint l’extrémité de la Béatitude ». Il rêve même qu'un personnage descend du ciel, et l'apporte dans les bras, nue avec un drap rouge léger, puis il fait manger à Béatrice le cœur de Dante.

### Entre la deuxième et la troisième rencontre
Après sa convalescence, Dante aperçoit Béatrice à la fête de la Vierge, derrière une autre femme. Cette dernière semblait si invisible aux yeux du poète, que la dame et les personnes autour pensaient que Dante la fixait, et non la Portinari. Mais Béatrice ne sembla pas faire attention à lui. Depuis ce jour, il la suivit, la regarda mais toujours discrètement. « Pendant des mois et des années », pour qu'on ne voit pas son obsession amoureuse envers la Portinari, il composa d'autres vers pour la dame inconnue, mais qu'il ne reproduit pas, « ne voulant dire que ceux qui s’adresseraient à la divine Béatrice ». Cela dit, Dante raconte que peu de personnes sont dupes, et pensent ses assiduités simulées (à raison).

### Troisième rencontre
Après s'être affligé de la mort de la précédente dame, Dante retrouve Béatrice a une réunion avec des dames, à laquelle un de ses amis l'avait amené. Mais il se sent violemment tremblant, « transfiguré » d'apercevoir Béatrice, si bien qu'il croit mourir. Avec dépit, il rentra chez lui, bien ridicule et mécontent que sa belle se soit moquée de lui avec les autres femmes (« si cette femme savait dans quel état je me trouve, je ne crois pas qu’elle se moquerait de moi ; je crois plutôt qu’elle en aurait grande pitié »), ce dont il se plaindra hautement, ne s'en excusant que plus tard. Durand-Fardel, dans ses commentaires, pense que c'est là un témoignage d'une nervosité maladive, qui rappelle « ce que faisait ressentir aux Anciens l’approche imaginaire d’un Dieu ». Mais Béatrice avait montré là qu'elle ne l'aimait pas et il ne sembla pas la revoir jusqu'à sa mort.

### Mort du père de Béatrice

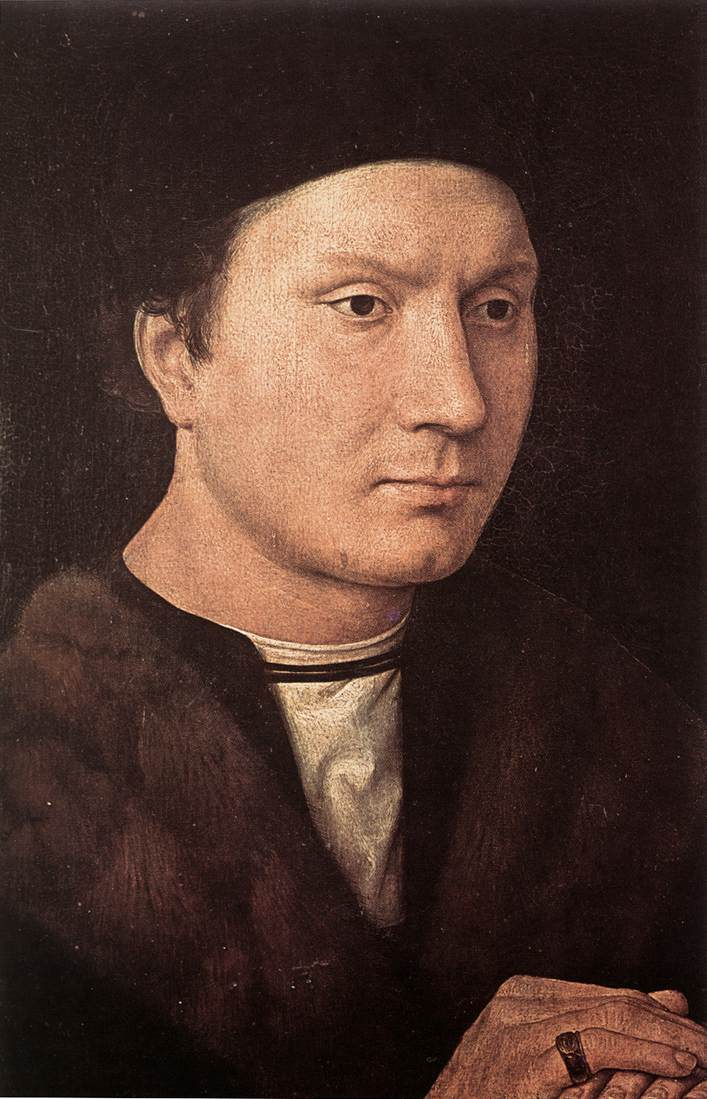
Portrait imaginaire par Hans Memling de Foulque Portinari, père de Béatrice.

À la mort du père de Béatrice, cette dernière pleure beaucoup. Quant à Dante, « [d’]autres disaient en [le] voyant : "En voici un qui pleure ni plus ni moins que s’il l’avait vue comme nous." D’autres disaient encore : "Comme il est changé ! Il ne paraît plus du tout le même." » Dans ce chapitre XXII, Dante écrit un sonnet en deux parties : dans la première, il s'adresse aux femmes ayant vu Béatrice en pleurs, puis dans la seconde elles lui répondent et lui disent qu'il ressemble à la Béatrice qu'elles ont vue plus tôt.
À la suite de ces évènements, il tombe malade et ne retrouve la santé que le neuvième jour, où, pris de douleurs intolérables, il repense à Béatrice. Cela le fait réfléchir sur la fragilité de la vie, mais dans ses divagations, « au milieu de ma surprise et de mon effroi, je m’imaginai qu’un de mes amis venait me dire : "tu ne sais pas ? Ton admirable Dame n’est plus de ce monde" ». Il croit ensuite voir un nuage blanc montant au ciel (l'âme de Béatrice, d'après Durand-Fardel), puis l'enterrement de sa Dame, durant lequel il demande à la Mort de le prendre aussi.

### Quatrième rencontre
Mais alors qu'il la croit perdue, voilà qu'il la revoit, habillée de blanc, suivant Giovanna dite Primavera, la muse de son ami Guido Cavalcanti. Il y a un jeu de mots intraduisible en français, que Dante ne cache pas ; Durand-Fardel traduit ainsi :

« Ces dames [Giovanna et Béatrice] s’approchèrent de moi l’une après l’autre, et il me sembla que l’Amour parlait dans mon cœur et disait : "C’est parce qu’elle est venue la première aujourd’hui qu’il faut l’appeler Primavera. C’est moi qui ai voulu qu’on l’appelât Prima verrà, parce qu’elle sera venue la première le jour où Béatrice se sera montrée après le délire de son fidèle. Et si l’on veut considérer son premier nom, autant vaut dire Primavera, parce que son nom Giovanna vient de Giovanni (saint Jean) celui qui a précédé la vraie lumière en disant : "Ego vox clamantis in deserto : parate viam Domini." »

Toujours selon Durand-Fardel, on voit ici une allégorie du printemps (primavera) qui précède la vie qu'on croyait morte. Et Giovanna n'est pas ici pour rien : saint Jean (Giovanni) avait annoncé qu'on devra prévoir la voie du Seigneur. Il pense qu'elle était celle qui devait ramener Béatrice pour les réconcilier, et Dante retomber amoureux de la Portinari, qui ressemble à l'Amour.

### Avant la mort de Béatrice
Il s'ensuit tout une réflexion sur l'Amour, que Dante fait apparaître comme un être physique qui le suit et qui lui parle. Il explique aussi que peu d'auteurs parlent de l'amour en langue vulgaire, alors qu'ils le font volontiers en latin, puis que les poètes font s'animer des êtres inanimés comme l'Amour. Dante ajoute qu'il ne faut parler qu'avec raison : « [son] excellent ami [G. Cavalcanti] et [lui] en connaiss[ent] bien qui riment aussi sottement. »
Dante parle ensuite de Béatrice comme d'une personne modeste qui n'entend pas les flatteries, aimable, qui est louée par les habitants (« quand on la voyait passer, on répétait : ce n’est pas une femme, c’est un des plus beaux anges de Dieu. » Il dit se sentir habitué d'être complètement dominé par l'Amour, et toutes les fois où elle le voit, les soupirs de Dante implorent une libération.

### Après la mort de Béatrice

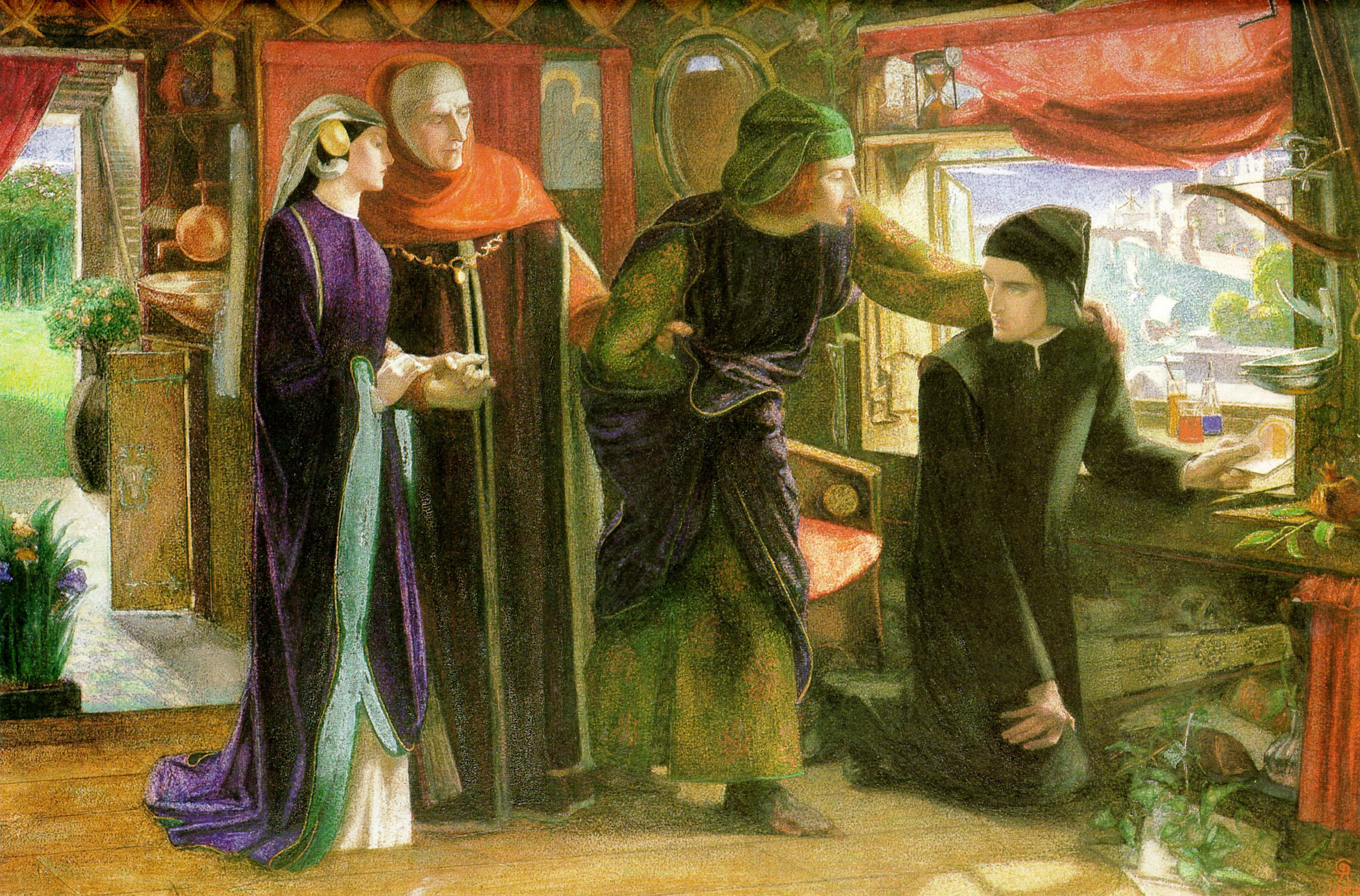
Le Premier anniversaire après la mort de Béatrice (1853), par Dante Gabriel Rossetti.

Dante se lamente de la mort de sa muse : Florence est déserte, à présent, de la présence de sa Dame. Il ne donne pas les circonstances de sa mort par pudeur et pour ne pas digresser. Néanmoins, il rapporte qu'elle meurt le neuf du mois selon le calendrier italien, et le neuvième jour de l'année selon le calendrier syrien. Il explique ensuite qu'elle était « un miracle dont on ne trouve la racine que dans l’admirable Trinité », car, interprète-t-il, elle était 3×3=9, c'est-à-dire trois fois le Père, le Fils et le Saint-Esprit, soit la Perfection.
Il compose des vers où il explique qu'il ne veut plus parler de Béatrice, qui s'est élevée au Paradis car Dieu trouvait que cette « misérable vie/N’était pas digne d’une chose aussi aimable. » Il se trouve si affligé qu'appeler son nom lui fait du bien quand il est seul, mais il voudrait mourir. Et alors qu'il avait fini ce sonnet, le frère de Béatrice, arriva, et feignant de parler d'une autre femme morte récemment, ils causèrent de Béatrice. Puis il lui donna deux sonnets où il rime ses lamentations.
Un an après la mort de sa Dame, Dante dessine un ange sur une tablette. Plusieurs personnes arrivent, il les salue, ils discutent ensemble et les gens s'en vont. Alors lui vient l'idée d'un sonnet qu'il adressa à ceux qui étaient venus le voir. Plus tard, perdu dans ses pensées, il voit une femme à une fenêtre, qui semble le regarder. Celle-ci semblait compatir à sa mélancolie, mais il s'en va en sentant la tristesse monter. Il la recroisera plusieurs fois, toujours avec un air compatissant et amoureux au visage, dont la pâleur rappelait celui de son aimée . Et à force de la voir, il commence à éprouver du désir et de l'amour pour elle, ce qui le met en colère car il ne veut pas oublier Béatrice.
Après avoir rendu hommage à la relique du voile où sainte Véronique recueillit, selon la Tradition chrétienne, la sueur du Christ où s'est imprimée la sainte Face, Dante s'imagine que Béatrice est mieux là où elle est. Il voit ensuite des pèlerins pensant à autre chose, mais qui ne savent pas que « cette ville a perdu sa Béatrice. » Deux nobles dames demanderont à Dante de leur envoyer quelques-uns de ses vers, mais il préféra en écrire spécialement pour elles. Et puis il conclut sur le fait de ne plus écrire sur Béatrice sauf si c'est nécessaire, et de se donner comme mission de dire d’elle ce qui n’a jamais été dit d’aucune autre femme.

### Source
- (it) Cet article est partiellement ou en totalité issu de l’article de Wikipédia en italien intitulé « Vita nuova » (voir la liste des auteurs).